# Lijst van metrostations in Barcelona
Dit is een  Lijst van metrostations in Barcelona die deel uitmaken van de Metro van Barcelona.

## Op alfabet gesorteerd
| Naam                             | Geopend | Gemeente                  | District            | Lijnen          | Andere diensten                                             |
| -------------------------------- | ------- | ------------------------- | ------------------- | --------------- | ----------------------------------------------------------- |
| Alfons X                         | 1974    | Barcelona                 | Horta-Guinardó      | L4              |                                                             |
| Almeda                           | 1985    | Cornellà de Llobregat     |                     | L8              | S33, S4, S7, S8, R5, R6                                     |
| Arc de Triomf                    | 1932    | Barcelona                 | Eixample            | L1              | R1, R3, R4, Rodalies Barcelona lijn R7, andere Renfe lijnen |
| Artigues-Sant Adrià              | 1985    | Badalona / Sant Adrià     |                     | L2              |                                                             |
| Avinguda Carrilet                | 1987    | L'Hospitalet de Llobregat |                     | L1, L8          | S33, S4, S7, S8, R5, R6                                     |
| Avinguda Tibidabo                | 1953    | Barcelona                 | Sarrià-Sant Gervasi | L7              | Tramvia Blau                                                |
| Bac de Roda                      | 1997    | Barcelona                 | Sant Martí          | L2              |                                                             |
| Badal                            | 1969    | Barcelona                 | Sants-Montjuïc      | L5              |                                                             |
| Badalona P. F.                   | 2010    | Badalona                  |                     | L2              |                                                             |
| Barceloneta                      | 1976    | Barcelona                 | Ciutat Vella        | L4              | zie Estació de França                                       |
| Baró de Viver                    | 1983    | Barcelona                 | Sant Andreu         | L1              |                                                             |
| Bellvitge                        | 1989    | L'Hospitalet de Llobregat |                     | L1              |                                                             |
| Besòs                            | 1982    | Barcelona                 | Sant Martí          | L4              |                                                             |
| Besòs Mar                        | 1982    | Barcelona                 | Sant Martí          | L4              |                                                             |
| Bogatell                         | 1977    | Barcelona                 | Sant Martí          | L4              |                                                             |
| Bon Pastor                       | 2010    | Barcelona                 | Sant Andreu         | L9, L10         |                                                             |
| Camp de l'Arpa                   | 1970    | Barcelona                 | Horta-Guinardó      | L5              |                                                             |
| Can Boixeres                     | 1976    | L'Hospitalet de Llobregat |                     | L5              |                                                             |
| Can Cuiàs                        | 2003    | Montcada i Reixac         |                     | L11             |                                                             |
| Can Peixauet                     | 2010    | Santa Coloma de Gramenet  |                     | L9              |                                                             |
| Can Serra                        | 1987    | L'Hospitalet de Llobregat |                     | L1              |                                                             |
| Can Vidalet                      | 1986    | L'Hospitalet de Llobregat |                     | L5              |                                                             |
| Can Zam                          | 2010    | Santa Coloma de Gramenet  |                     | L9              |                                                             |
| Canyelles                        | 2001    | Barcelona                 | Nou Barris          | L3              |                                                             |
| Casa de l'Aigua                  | 2003    | Barcelona                 | Nou Barris          | L11             |                                                             |
| Catalunya                        | 1926    | Barcelona                 | Eixample            | L1, L3, L6, L7  | zie Catalunya spoorweg station                              |
| Ciutadella-Vila Olímpica         | 1977    | Barcelona                 | Ciutat Vella        | L4              | T4                                                          |
| Ciutat Meridiana                 | 2003    | Barcelona                 | Nou Barris          | L11             |                                                             |
| Clot                             | 1997    | Barcelona                 | Sant Andreu         | L1, L2          | zie Clot-Aragó spoorweg station                             |
| Collblanc                        | 1969    | L'Hospitalet de Llobregat |                     | L5              |                                                             |
| Congrés                          | 1959    | Barcelona                 | Sant Andreu         | L5              |                                                             |
| Cornellà Centre                  | 1983    | Cornellà de Llobregat     |                     | L5              | T1, T2, R1, R2, andere Renfe lijnen                         |
| Cornellà Riera                   | 1985    | Cornellà de Llobregat     |                     | L8              | S33, S4, S7, S8                                             |
| Diagonal                         | 1924    | Barcelona                 | Eixample            | L3, L5          | zie Provença                                                |
| Drassanes                        | 1968    | Barcelona                 | Ciutat Vella        | L3              |                                                             |
| Església Major                   | 2010    | Santa Coloma de Gramenet  |                     | L9              |                                                             |
| El Carmel                        | 2010    | Barcelona                 | Horta-Guinardó      | L5              |                                                             |
| El Coll / La Teixonera           | 2010    | Barcelona                 | Horta-Guinardó      | L5              |                                                             |
| El Maresme-Fòrum                 | 2003    | Barcelona                 | Sant Martí          | L4              | T4                                                          |
| El Putxet                        | 1953    | Barcelona                 | Sarrià-Sant Gervasi | L7              |                                                             |
| Encants                          | 1997    | Barcelona                 | Sant Martí          | L2              |                                                             |
| Entença                          | 1969    | Barcelona                 | Eixample            | L5              |                                                             |
| Espanya                          | 1929    | Barcelona                 | Sants-Montjuïc      | L3, L1, L8      | R5, R6, S33, S4, S7, S8                                     |
| Europa-Fira                      | 2007    | L'Hospitalet de Llobregat |                     | L8              | R5, R6, S33, S4, S7, S8                                     |
| Fabra i Puig                     | 1954    | Barcelona                 | Sant Andreu         | L1              | zie Sant Andreu Arenal spoorweg station                     |
| Florida                          | 1987    | L'Hospitalet de Llobregat |                     | L1              |                                                             |
| Fondo                            | 1992    | Santa Coloma de Gramenet  |                     | L1, L9          |                                                             |
| Fontana                          | 1924    | Barcelona                 | Gràcia              | L3              |                                                             |
| Gavarra                          | 1983    | Cornellà de Llobregat     |                     | L5              |                                                             |
| Girona                           | 1973    | Barcelona                 | Eixample            | L4              |                                                             |
| Glòries                          | 1951    | Barcelona                 | Sant Martí          | L1              | T4, T5                                                      |
| Gorg                             | 1985    | Badalona                  |                     | L2, L10         | T5                                                          |
| Gornal                           | 1987    | L'Hospitalet de Llobregat |                     | L8              | S33, S4, S8; zie Bellvitge spoorweg station                 |
| Gràcia                           | 1929    | Barcelona                 | Gràcia              | L6, L7          | S1, S2, S5, S55                                             |
| Guinardó \| Hospital de Sant Pau | 1974    | Barcelona                 | Horta-Guinardó      | L4              |                                                             |
| Horta                            | 1967    | Barcelona                 | Horta-Guinardó      | L5              |                                                             |
| Hospital de Bellvitge            | 1989    | L'Hospitalet de Llobregat |                     | L1              |                                                             |
| Hospital Clínic                  | 1969    | Barcelona                 | Eixample            | L5              |                                                             |
| Hostafrancs                      | 1926    | Barcelona                 | Sants-Montjuïc      | L1              |                                                             |
| Ildefons Cerdà                   | 1987    | Barcelona                 | Sants-Montjuïc      | L8              | R5, R6, S33, S4, S7, S8                                     |
| Jaume I                          | 1926    | Barcelona                 | Ciutat Vella        | L4              |                                                             |
| Joanic                           | 1973    | Barcelona                 | Gràcia              | L4              |                                                             |
| La Bonanova                      | 1952    | Barcelona                 | Sarrià-Sant Gervasi | L6              | S5, S55                                                     |
| La Pau                           | 1982    | Barcelona                 | Sant Martí          | L2, L4          |                                                             |
| La Sagrera                       | 1954    | Barcelona                 | Sant Andreu         | L1, L5, L9, L10 | Toekomstig centraal station van de stad (in aanbouw)        |
| La Salut                         | 2010    | Badalona                  |                     | L10             |                                                             |
| Les Corts                        | 1975    | Barcelona                 | Les Corts           | L3              |                                                             |
| Les Tres Torres                  | 1952    | Barcelona                 | Sarrià-Sant Gervasi | L6              | S5, S55                                                     |
| Lesseps                          | 1924    | Barcelona                 | Gràcia              | L3              |                                                             |
| Liceu                            | 1925    | Barcelona                 | Ciutat Vella        | L3              |                                                             |
| Llacuna                          | 1977    | Barcelona                 | Sant Martí          | L4              |                                                             |
| Llefià                           | 2010    | Badalona                  | Llefià              | L10             |                                                             |
| Llucmajor                        | 1982    | Barcelona                 | Horta-Guinardó      | L4              |                                                             |
| Magòria-La Campana               | 1997    | Barcelona                 | Sants-Montjuïc      | L8              | S33, S4, S8                                                 |
| Maragall                         | 1982    | Barcelona                 | Horta-Guinardó      | L4, L5          |                                                             |
| Maria Cristina                   | 1975    | Barcelona                 | Les Corts           | L3              | T1, T2, T3                                                  |
| Marina                           | 1933    | Barcelona                 | Eixample-Sant Martí | L1              | T4                                                          |
| Mercat Nou                       | 1926    | Barcelona                 | Sants-Montjuïc      | L1              |                                                             |
| Molí Nou-Ciutat Cooperativa      | 2002    | Sant Boi de Llobregat     |                     | L8              | R5, R6, S33, S4, S7, S8                                     |
| Montbau                          | 1985    | Barcelona                 | Horta-Guinardó      | L3              |                                                             |
| Monumental                       | 1995    | Barcelona                 | Eixample            | L2              |                                                             |
| Mundet                           | 2001    | Barcelona                 | Horta-Guinardó      | L3              |                                                             |
| Muntaner                         | 1929    | Barcelona                 | Sarrià-Sant Gervasi | L6              | S1, S2, S5, S55                                             |
| Navas                            | 1953    | Barcelona                 | Sant Andreu         | L1              |                                                             |
| Onze de Setembre                 | 2010    | Barcelona                 | Sant Andreu         | L9, L10         |                                                             |
| Palau Reial                      | 1975    | Barcelona                 | Les Corts           | L3              | T1, T2, T3                                                  |
| Pàdua                            | 1953    | Barcelona                 | Sarrià-Sant Gervasi | L7              |                                                             |
| Paral·lel                        | 1970    | Barcelona                 | Sants-Montjuïc      | L2, L3          | Kabelspoorweg van Montjuïc                                  |
| Passeig de Gràcia                | 1924    | Barcelona                 | Eixample            | L2, L3, L4      | zie Passeig de Gràcia railway station                       |
| Penitents                        | 1985    | Barcelona                 | Horta-Guinardó      | L3              |                                                             |
| Pep Ventura                      | 1985    | Badalona                  |                     | L2              |                                                             |
| Plaça Molina                     | 1953    | Barcelona                 | Sarrià-Sant Gervasi | L7              |                                                             |
| Plaça de Sants                   | 1926    | Barcelona                 | Sants-Montjuïc      | L1, L5          |                                                             |
| Plaça del Centre                 | 1975    | Barcelona                 | Sants-Montjuïc      | L3              |                                                             |
| Poblenou                         | 1977    | Barcelona                 | Sant Martí          | L4              |                                                             |
| Poble Sec                        | 1975    | Barcelona                 | Sants-Montjuïc      | L3              |                                                             |
| Provença                         | 1929    | Barcelona                 | Eixample            | L6, L7          | S1, S2, S5, S55                                             |
| Pubilla Cases                    | 1973    | L'Hospitalet de Llobregat |                     | L5              |                                                             |
| Rambla Just Oliveras             | 1987    | L'Hospitalet de Llobregat |                     | L1              | R1, R3, R4, R7                                              |
| Reina Elisenda                   | 1976    | Barcelona                 | Sarrià-Sant Gervasi | L12             |                                                             |
| Rocafort                         | 1926    | Barcelona                 | Eixample            | L1              |                                                             |
| Roquetes                         | 2008    | Barcelona                 | Nou Barris          | L3              |                                                             |
| Sagrada Família                  | 1970    | Barcelona                 | Eixample            | L2, L5          |                                                             |
| Sant Andreu                      | 1968    | Barcelona                 | Sant Andreu         | L1              | zie Sant Andreu Comtal spoorweg station                     |
| Sant Antoni                      | 1995    | Barcelona                 | Eixample            | L2              |                                                             |
| Sant Boi                         | 1912    | Sant Boi de Llobregat     |                     | L8              | R5, FGC lijn R6, S33, S4, S8                                |
| Sant Gervasi                     | 1929    | Barcelona                 | Sarrià-Sant Gervasi | L6              | S5, S55                                                     |
| Sant Ildefons                    | 1976    | Cornellà de Llobregat     |                     | L5              |                                                             |
| Sant Josep                       | 1985    | Cornellà de Llobregat     |                     | L8              | S33, S4, S8                                                 |
| Sant Martí                       | 1997    | Barcelona                 | Sant Martí          | L2              |                                                             |
| Sant Pau \| Dos de Maig          | 1970    | Barcelona                 | Horta-Guinardó      | L5              |                                                             |
| Sant Roc                         | 1985    | Badalona                  |                     | L2              | T5                                                          |
| Santa Coloma                     | 1983    | Santa Coloma de Gramenet  |                     | L1              |                                                             |
| Santa Rosa                       | 2012    | Santa Coloma de Gramenet  |                     | L9              |                                                             |
| Sants Estació                    | 1969    | Barcelona                 | Sants-Montjuïc      | L3, L5          | zie Barcelona Sants spoorweg station                        |
| Sarrià                           | 1929    | Barcelona                 | Sarrià-Sant Gervasi | L6, L12         | S1, S2, S5, S55                                             |
| Selva de Mar                     | 1977    | Barcelona                 | Sant Martí          | L4              | T4                                                          |
| Singuerlín                       | 2010    | Santa Coloma de Gramenet  |                     | L9              |                                                             |
| Tetuan                           | 1995    | Barcelona                 | Eixample            | L2              |                                                             |
| Torras i Bages                   | 1968    | Barcelona                 | Sant Andreu         | L1              |                                                             |
| Torrassa                         | 1983    | L'Hospitalet de Llobregat |                     | L1              |                                                             |
| Torre Baró-Vallbona              | 2003    | Barcelona                 | Nou Barris          | L11             | zie Torre del Baró spoorweg station                         |
| Trinitat Nova                    | 1999    | Barcelona                 | Nou Barris          | L3, L4, L1      |                                                             |
| Trinitat Vella                   | 1983    | Barcelona                 | Sant Andreu         | L1              |                                                             |
| Universitat                      | 1926    | Barcelona                 | Eixample            | L1, L2          |                                                             |
| Urquinaona                       | 1926    | Barcelona                 | Eixample            | L1, L4          |                                                             |
| Valldaura                        | 2001    | Barcelona                 | Nou Barris          | L3              |                                                             |
| Vall d'Hebron                    | 1985    | Barcelona                 | Horta-Guinardó      | L3, L5          |                                                             |
| Verdaguer                        | 1970    | Barcelona                 | Eixample            | L4, L5          |                                                             |
| Verneda                          | 1985    | Sant Adrià de Besòs       |                     | L2              |                                                             |
| Via Júlia                        | 1982    | Barcelona                 | Nou Barris          | L4              |                                                             |
| Vilapicina                       | 1959    | Barcelona                 | Horta-Guinardó      | L5              |                                                             |
| Virrei Amat                      | 1959    | Barcelona                 | Horta-Guinardó      | L5              |                                                             |
| Zona Universitària               | 1975    | Barcelona                 | Les Corts           | L3              | T1, T2, T3                                                  |

## Gesorteerd naar lijnnummer

### Lijn 1
- Hospital de Bellvitge
- Bellvitge
- Avinguda Carrilet (L8)
- Rambla Just Oliveras
- Can Serra
- Florida
- Torrassa
- Santa Eulàlia
- Mercat Nou
- Plaça de Sants (L5)
- Hostafrancs
- Espanya (L3, L8)
- Rocafort
- Urgell
- Universitat (L2)
- Catalunya (L3, L6, L7)
- Urquinaona (L4)
- Arc de Triomf
- Marina
- Glòries (T4)
- Clot (L2)
- Navas
- Sagrera (L5, L9/L10)
- Fabra i Puig
- Sant Andreu
- Torras i Bages
- Trinitat Vella
- Baró de Viver
- Santa Coloma
- Fondo (L9)

### Lijn 2
- Paral·lel (L3, Funicular de Montjuïc)
- Sant Antoni
- Universitat (L1)
- Passeig de Gràcia (L3, L4)
- Tetuan
- Monumental
- Sagrada Família (L5)
- Encants
- Clot (L1)
- Bac de Ronda
- Sant Martí
- La Pau (L4)
- Verneda
- Artigues-Sant Adrià
- Sant Roc
- Gorg
- Pep Ventura
- Badalona Pompeu Fabra

### Lijn 3
- Zona Universitària (T1, T2, T3)
- Palau Reial (T1, T2, T3)
- Maria Cristina (T1, T2, T3)
- Les Corts
- Plaça del Centre
- Sants Estació (L5)
- Tarragona
- Espanya (L1, L8)
- Poble Sec
- Paral·lel (L2, Funicular de Montjuïc)
- Drassanes
- Liceu
- Catalunya (L1, L6, L7)
- Passeig de Gràcia (L2, L4)
- Diagonal (L5; Provença: L6, L7)
- Fontana
- Lesseps
- Vallcarca
- Penitents
- Vall d'Hebron (L5)
- Montbau
- Mundet
- Valldaura
- Canyelles
- Roquetes
- Trinitat Nova (L4, L11)

### Lijn 4
- Trinitat Nova (L3, L11)
- Via Júlia
- Llucmajor
- Maragall (L5)
- Guinardó | Hospital de Sant Pau
- Alfons X
- Joanic
- Verdaguer (L5)
- Girona
- Passeig de Gràcia (L2, L3)
- Urquinaona (L1)
- Jaume I
- Barceloneta
- Ciutadella-Vila Olímpica
- Bogatell
- Llacuna
- Poblenou
- Selva de Mar
- El Maresme-Fòrum
- Besòs Mar
- Besòs
- La Pau (L2)

### Lijn 5
- Cornellà Centre (T1, T2)
- Gavarra
- Sant Ildefons
- Can Boixeres
- Can Vidalet
- Pubilla Cases
- Collblanc
- Badal
- Plaça de Sants (L1)
- Sants Estació (L3)
- Entença
- Hospital Clínic
- Diagonal (L3; Provença: L6, L7)
- Verdaguer (L4)
- Sagrada Família (L2)
- Sant Pau | Dos de Maig
- Camp de l'Arpa
- La Sagrera (L1, L9/L10)
- Congrés
- Maragall (L4)
- Virrei Amat
- Vilapicina
- Horta
- El Carmel
- El Coll / La Teixonera
- Vall d'Hebron (L3)

### Lijn 6
- Barcelona - Plaça Catalunya (L1, L3, L7)
- Provença (L7; Diagonal: L3, L5)
- Gràcia (L7)
- Sant Gervasi
- Muntaner
- La Bonanova
- Les Tres Torres
- Sarrià (L12)

### Lijn 7
- Barcelona - Plaça Catalunya (L1, L3, L6)
- Provença (L6; Diagonal: L3, L5)
- Gràcia (L6)
- Plaça Molina
- Pàdua
- El Putxet
- Avinguda Tibidabo (Tramvia blau)

### Lijn 8
- Barcelona-Plaça Espanya (L1, L3)
- Magòria-La Campana
- Ildefons Cerdà
- Europa-Fira
- Gornal
- Sant Josep
- L'Hospitalet-Avinguda Carrilet (L1)
- Almeda
- Cornellà-Riera
- Sant Boi
- Molí Nou-Ciutat Cooperativa

### Lijn 9
- Can Zam
- Singuerlín
- Església Major
- Fondo (L1)
- Santa Rosa
- Can Peixauet
- Bon Pastor (L10)
- Onze de Setembre (L10)
- La Sagrera (L1, L5, L10)

### Lijn 10
- Gorg (T5, T6, L2)
- La Salut
- Llevià
- Bon Pastor (L9)
- Onze de Setembre (L9)
- La Sagrera (L1, L5, L9)

### Lijn 11
- Trinitat Nova (L4)
- Casa de l'Aigua
- Torre Baró-Vallbona
- Ciutat Meridiana
- Can Cuiàs

### Lijn 12
- Sarrià (L6)
- Reina Elisenda

### Kabelspoorweg van Montjuïc
- Paral·lel (L2, L3)
- Parc de Montjuïc